# Pieter Omtzigt
Pieter Herman Omtzigt (n. 8 ianuarie 1974, Haga, Olanda de Sud, Țările de Jos) este un politician olandez care a fost membru al Camerei Reprezentanților din Olanda din 2003, cu excepția unei scurte întreruperi între iunie și octombrie 2010. A fost membru al partidului Apelul Creștin Democrat (CDA), dar a părăsit partidul în 2021 și a continuat ca independent. În august 2023, el a fondat un nou partid numit Noul Contract Social, numele său preluat din manifestul său din 2021.
În activitatea sa politică, Omtzigt se concentrează pe chestiuni legate de impozite și pensii. El a devenit proeminent pentru rolul său în atragerea atenției asupra unui  scandal legat de alocațiile pentru îngrijirea copilului.